# Fontenay-lès-Briis
Fontenay-lès-Briis is een gemeente in het Franse departement Essonne (regio Île-de-France) en telt 1727 inwoners (2005). De plaats maakt deel uit van het arrondissement Palaiseau.

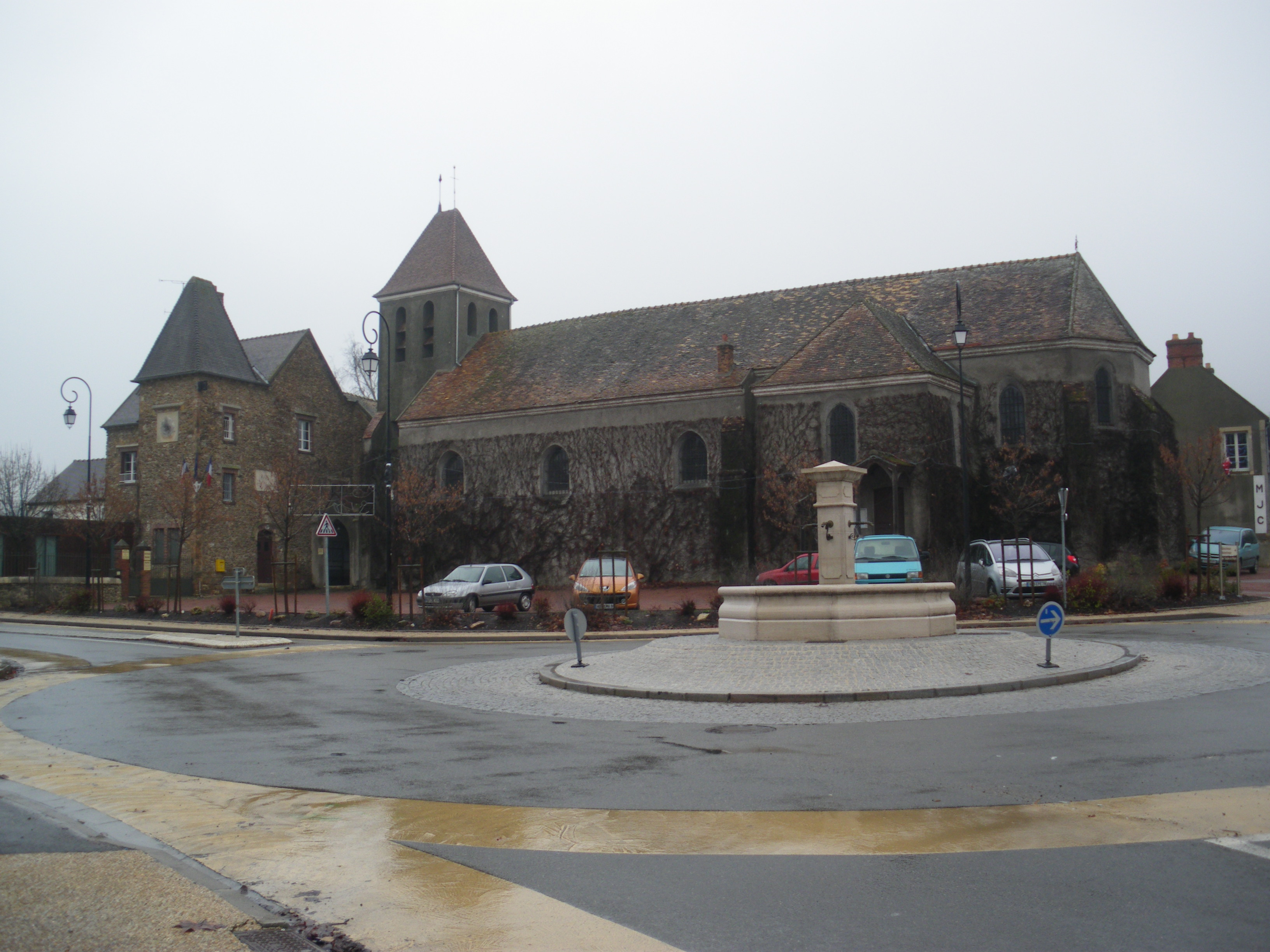
Centrum van Fontenay-lès-Briis

## Geografie
De oppervlakte van Fontenay-lès-Briis bedraagt 9,7 km², de bevolkingsdichtheid is 178,0 inwoners per km².
De onderstaande kaart toont de ligging van Fontenay-lès-Briis met de belangrijkste infrastructuur en aangrenzende gemeenten.

## Demografie
Onderstaande figuur toont het verloop van het inwonertal (bron: INSEE-tellingen).

## Overleden
- Edouard-James Thayer (1802-1859), Frans hoog ambtenaar een politicus.